# Trần Duy Hưng (trung tướng)
Trần Duy Hưng (sinh 1964) là sĩ quan cấp cao trong Quân đội nhân dân Việt Nam, hàm Trung tướng, hiện đang giữ chức Bí thư Đảng ủy, Chính ủy Tổng cục Kỹ thuật.

## Thân thế và sự nghiệp
Ông sinh ngày 07 tháng 11 năm 1964 tại xã Hát Môn, huyện Phúc Thọ, TP.Hà Nội. 
Từ năm 1981 đến năm 1984, học viên Trường Sĩ quan Chỉ huy Ôtô
Từ năm 1984 đến năm 1995, ông lần lượt trải qua các chức vụː Trung đội trưởng; Phó Đại đội trưởng về Chính trị; Trợ lý Tổ chức, Ban Chính trị; Chủ nhiệm Chính trị Trường Đào tạo lái xe, Cục Quản lý Xe-Máy.
Từ năm 1995 đến năm 1997, học viên Học viện Chính trị chuyên ngành xây dựng Đảng và chính quyền Nhà nước.
Từ năm 1997 đến năm 2000, giữ chức Thư ký Bí thư Đảng ủy, Phó Chủ nhiệm Tổng cục về Chính trị, Tổng cục Kỹ thuật
Từ năm 2000 đến năm 2011, lần lượt giữ chức Trợ lý Phòng Cán bộ rồi Phó Trưởng phòng Cán bộ, Cục Chính trị, Tổng cục Kỹ thuật
Từ năm 2011 đến năm 2013, giữ chức Chủ nhiệm Chính trị Cục Xe-Máy, Tổng cục Kỹ thuật
Năm 2013 đến năm 2015, giữ chức Chính ủy Cục Xe-Máy, Tổng cục Kỹ thuật, Bí thư Đảng ủy Cục. Tham gia đào tạo cao cấp ngắn hạn chỉ huy tham mưu cấp chiến dịch chiến lược tại Học viện Quốc phòng (02/2014 - 7/2014).
Năm 2015 đến năm 2017, giữ chức Chủ nhiệm Chính trị Tổng cục Kỹ thuật.
Năm 2016, ông được Thủ tướng Chính phủ phong quân hàm là Thiếu tướng.
Tháng 9 năm 2017, thực hiện quy trình luân chuyển điều động cán bộ về công tác tại cơ sở, ông được bổ nhiệm giữ chức Phó Chính ủy Quân đoàn 2.
Tháng 3 năm 2019, ông được bổ nhiệm giữ chức Bí thư Đảng ủy, Chính ủy Tổng cục Kỹ thuật thay cho Trung tướng Nguyễn Hữu Chính nghỉ chờ hưu.
Năm 2019, ông được Thủ tướng Chính phủ phong quân hàm Trung tướng.
Tháng 12 năm 2024, ông nghỉ chờ hưu theo chế độ

## Lịch sử thụ phong quân hàm
Trung úy (1984), Thượng úy (1987), Đại úy (1990)
Thiếu tá (1994), Trung tá (1998), Thượng tá (2002), Đại tá (2006)
Thiếu tướng (8/2016), Trung tướng (9/2020)